# Richard Bellings
Richard Bellings (1613-1677), destacado político y jurista irlandés del siglo XVII. Es conocido por su participación en la Confederación Católica Irlandesa, un estado irlandés independiente de cuyo Consejo Supremo llegó a formar parte. También escribió un libro de historia sobre la Irlanda Confederada que es, hoy en día, una de las mejores fuentes de información acerca del período. 

## Infancia y juventud
Bellings pertenecía a una familia de ingleses viejos establecía en La empalizada. Su abuelo, (también llamado Richard Bellings) fue un Abogado del Estado entre 1574-1584 al que la corona le concedió grandes extensiones de tierras en Tyrrelstown, un suburbio de Dublín en 1600. Su padre, Henry Bellings, fue preboste, y Sheriff en jefe del condado de Wicklow, donde mantuvo enfrentamientos continuos contra los O'Byrne. Richard Bellings estudió abogacía en el Lincoln Inn de Londres, y luego sirvió en el parlamento irlandés. Sin embargo, a pesar de su incuestionable lealtad al gobierno inglés, Bellings fue expulsado de la administración pública por su condición de católico. Más tarde escribiría acerca de su indignación ante el monopolio por parte de los Ingleses Nuevos Protestantes de los puestos de prestigio, beneficio y confianza, a los que él, por su condición de católico, no podía acceder. Esta indignación llevó a muchos de los habitantes de la Empalizada, incluido el propio Bellings a unirse a la rebelión irlandesa de 1641, aunque insistiría posteriormente en que él y sus colegas se habían unido al alzamiento únicamente en defensa propia, ante la manifiesta hostilidad del gobierno inglés hacia los católicos irlandeses. 
La rebelión estalló en octubre de 1641 en el norte de la provincia de Ulster, dirigida por los nobles católicos irlandeses gaélicos, entre lo que destacaba la figura de Phelim O'Neill. Bellings y sus coetáneos de La empalizada no se unieron inmediatamente al alzamiento, sino que fue una serie de acontecimientos las que los arrastraron. En su relato, Bellings cita como razones principales para unirse a la revuelta; el rechazo por parte de las autoridades de armar a la población católica para atajar la rebelión o incluso para defenderse, la decisión de los Lords Justicia de Dublín de suspender el parlamento irlandés y así evitar las negociaciones acerca de los agravios a los católicos, y, finalmente la victoria de los insurgentes en Julianstown, que llevó la rebelión a las puertas de la empalizada y forzó a sus habitantes, bien a unirse a los rebeldes católicos o bien a ser tratados por ellos como rebeldes. Bellings se encontraba entre los empalizados, dirigido por el vizconde de Gormanstown, que firmaron un pacto con Phelim O'Neill y Rory O'Moore, los líderes rebeldes a principios de 1642.

## Político de la confederación
Bellings fue uno de los principales promotores de la creación de la confederación católica, que intentaba poner bajo control la anárquica rebelión y organizar a los ejércitos católicos para su propia defensa. En 1642 Bellings fue elegido secretario del Consejo Supremo (el brazo ejecutivo de la confederación). Sin embargo, Bellings, al igual que sus colegas del consejo, era un confederado conservador. Debido a su condición de inglés viejo, tenía poco tiempo para la rebelión inicial de Ulster. Además, por su estatus social, detestaba la rebelión social, llamándola, la furia violenta de una multitud ruda y desesperada. También desaprobó encarecidamente la matanza de protestantes durante las primeras fases de la rebelión.
Bellings era un Realista comprometido y pronto entabló negociaciones con James Butler, I duque de Ormonde- el representante de Carlos I en Irlanda para ayudar al rey en la guerra civil inglesa a cambio de concesiones políticas y religiosas para los católicos irlandeses. Sin embargo, sus críticos argumentaron que el Consejo Supremo era demasiado moderado en sus peticiones y señaló que muchos de sus miembros estaban emparentados con Ormonde. En el caso de Belling, esto era cierto, ya que estaba casado con la hija del Richard Butler, III vizconde de Mountgarret, y por tanto relacionado con la dinastía Ormonde, e íntimo de nobles como el mismo Ormonde, Mountgarret y al vizconde Muskerry. Más aún, desde su cargo de secretario del consejo, se relacionaba habitualmente con nobles como el conde Clanricarde y James Dillon, cuyos pensamientos y acciones durante 1641-42 plasmaría extensivamente en su historia del período. Los críticos del consejo -mayoritariamente irlandeses gaélicos seguidores primero de Owen Roe O'Neill y luego de Giovanni Battista Rinuccini- se sintieron tan defraudados por la incapacidad del consejo para proseguir las guerras confederadas de Irlanda con éxito, que comenzaron a acusarles de traidores y ormondistas.
En 1644-45 Bellings sirvió como embajador de la confederación en la Europa continental, visitando Francia, España y el papado en busca de ayuda financiera o militar. Retornó en 1646 junto al nuncio papal Giovanni Battista Rinuccini. Sin embargo, se sintió consternado al ver que Rinuccini rechazó el tratado de paz de Ormonde que el consejo había negociado con el rey. Aunque el tratado abolía la mayoría de las restricciones civiles a los católicos, no garantizaba la práctica pública del catolicismo ni la devolución de las tierras confiscadas a los católicos. Bajo presión por Rinuccini y los obispos católicos, la asamblea general desechó la paz. 
Bellings y sus colegas, los cuales incluían a Peter Valesius Walsh, fueron temporalmente arrestados, pero los liberaron a tiempo de concluir una nueva Paz Ormonde con los Realistas en 1648. Sin embargo, ya era demasiado tarde para ayudar a los Realistas ingleses y el parlamento inglés volcó su atención en Irlanda, reconquistándola en 1649-53. Bellings consiguió huir hacia la corte Realista en exilio en Francia, pero sus tierras fueron confiscadas en bloque por los Parlamentarios. De hecho, ya habían sido devastados en la guerra en varias ocasiones, ya que se encontraban directamente en la ruta hacia Dublín que se disputaban los ejércitos contendientes.
Tras la Restauración inglesa, Bellings fue recompensado por Ormonde (Lord diputado de Irlanda) por su lealtad a la causa realista con la devolución de las propiedades que le habían sido confiscadas por el Acta de Asentamiento de 1662, siendo uno de los pocos confederados que recuperó sus posesiones. En sus últimos años, escribió una historia en varios volúmenes que abarcaba la década de 1640, obra titulada La guerra de Irlanda y la Confederación. EL informe de Bellings fue escrito en 1670 desde la perspectiva de un sólido Realista, cuyas propiedades habían sido recuperadas gracias a la Restauración. Por tanto presentó a la rebelión como un trágico accidente causado por los traicioneros ministros del rey, y a la cual él y sus compatriotas empalizados y nobles irlandeses se unieron únicamente con renuencia, y bajo extrema presión. Aunque a menudo se considera a Bellings como el típico inglés viejo, él se consideraba irlandés y sus escritos dan muestras de su buen manejo del irlandés, incluyendo textos en irlandés antiguo como el Lebor Gabála Érenn. A su muerte en 1677, su cuerpo fue trasladado a Mulhuddart, cerca de Dublín, donde fue enterrado junto a su esposa. Su tumba, rodeada por un muro, no posee inscripción visible sobre ella.
Su hijo, otro Richard Bellings, adquirió popularidad como secretario de Catalina Enriqueta de Braganza.